# Glenea detrita
Glenea detrita là một loài bọ cánh cứng trong họ Cerambycidae.